# Папа Стефан VIII
Папа Стефан VIII (латински: Stephanus VIII; умро октобра 942.) је био 127. папа римокатоличке цркве од 13. јула 939. године до своје смрти 942. године. Један је од папа периода Saeculum obscuruma.

## Биографија
Стефан је рођен у Риму. Пре понтификата био је свештеник у црквама Светог Силвестера и Мартина. Током свог понтификата, папа Стефан се занимао за прилике у Западној Франачкој. Интервенисао је почетком 940-тих година у име Луја IV који је покушавао да умири своје побуњене вазале Ига Великог и Херберта II од Вермандоа. Обојица су уживали подршку немачког краља Отона I. Папа је послао своје легате франачком племству упућујући их да признају Луја за краља и прекину акције против њега под претњом екскомуникације. Посланство није испунило свој задатак, али су побуњеници изгубили подршку бискупа који су били против краља Луја. Стефан је потом покушао да разбије савез против Луја нудећи Хербертовом сину, Игу од Вермандоа, функцију надбискупа Ремса. Послао му је свој палиј (симбол који се давао архиепископима). До 942. године сво франачко племство прихватило је Луја за краља.
Стефан је био инструмент у рукама Алберика II од Сполета, тада најмоћније личности у Риму. Сам Стефан није био припадник породице грофова Тускулума нити је био у било каквом односу са Албериковом мајком Марозијом која је водила папску политику претходних деценија. Стефанов понтификат период је сукоба Алберика и Ига од Италије. Иго је 940. године предузео опсаду Рима. После неуспешног атентата на Алберика, у коме су учествовали и многи епископи. Стефан је умро октобра 942. године. Наследио га је папа Марин II.